# Haploniscus ovatus
Haploniscus ovatus is een pissebeddensoort uit de familie van de Haploniscidae.